# 福島県小学校一覧
福島県小学校一覧（ふくしまけんしょうがっこういちらん）は、福島県の小学校および義務教育学校（前期課程）の一覧。

## 国立小学校
- 福島大学附属小学校

## 公立小学校・義務教育学校

### 福島市
- 福島市立福島第一小学校
- 福島市立福島第二小学校
- 福島市立福島第三小学校
- 福島市立福島第四小学校
- 福島市立清明小学校
- 福島市立三河台小学校
- 福島市立森合小学校
- 福島市立杉妻小学校
- 福島市立渡利小学校
- 福島市立岡山小学校
- 福島市立瀬上小学校
- 福島市立鎌田小学校
- 福島市立月輪小学校
- 福島市立清水小学校
- 福島市立余目小学校
- 福島市立矢野目小学校
- 福島市立大笹生小学校
- 福島市立笹谷小学校
- 福島市立荒井小学校
- 福島市立吉井田小学校
- 福島市立立子山小学校
- 福島市立佐倉小学校
- 福島市立佐原小学校
- 福島市立飯坂小学校
- 福島市立平野小学校
- 福島市立東湯野小学校
- 福島市立湯野小学校
- 福島市立松川小学校
- 福島市立金谷川小学校
- 福島市立大森小学校
- 福島市立平田小学校
- 福島市立平石小学校
- 福島市立鳥川小学校
- 福島市立下川崎小学校
- 福島市立蓬萊小学校
- 福島市立北沢又小学校
- 福島市立庭坂小学校
- 福島市立庭塚小学校
- 福島市立野田小学校
- 福島市立水保小学校
- 福島市立蓬萊東小学校
- 福島市立御山小学校
- 福島市立南向台小学校
- 福島市立飯野小学校

### 会津若松市
- 会津若松市立一箕小学校
- 会津若松市立永和小学校
- 会津若松市立大戸小学校
- 会津若松市立鶴城小学校
- 会津若松市立謹教小学校
- 会津若松市立行仁小学校
- 会津若松市立神指小学校
- 会津若松市立小金井小学校
- 会津若松市立城西小学校
- 会津若松市立城南小学校
- 会津若松市立城北小学校
- 会津若松市立日新小学校
- 会津若松市立東山小学校
- 会津若松市立松長小学校
- 会津若松市立門田小学校
- 会津若松市立荒舘小学校
- 会津若松市立川南小学校
- 会津若松市立河東学園
- 会津若松市立湊学園

### 郡山市
- 郡山市立行健小学校
- 郡山市立行健第二小学校
- 郡山市立小泉小学校
- 郡山市立金透小学校
- 郡山市立芳山小学校
- 郡山市立大成小学校
- 郡山市立橘小学校
- 郡山市立小原田小学校
- 郡山市立芳賀小学校
- 郡山市立桃見台小学校
- 郡山市立赤木小学校
- 郡山市立行徳小学校
- 郡山市立柴宮小学校
- 郡山市立朝日が丘小学校
- 郡山市立明健小学校
- 郡山市立大島小学校
- 郡山市立桑野小学校
- 郡山市立富田小学校
- 郡山市立富田東小学校
- 郡山市立富田西小学校
- 郡山市立小山田小学校
- 郡山市立開成小学校
- 郡山市立大槻小学校
- 郡山市立白岩小学校
- 郡山市立東芳小学校
- 郡山市立薫小学校
- 郡山市立桜小学校
- 郡山市立安積第一小学校
- 郡山市立安積第二小学校
- 郡山市立安積第三小学校
- 郡山市立永盛小学校
- 郡山市立守山小学校
- 郡山市立御代田小学校
- 郡山市立高瀬小学校
- 郡山市立谷田川小学校
- 郡山市立日和田小学校
- 郡山市立高倉小学校
- 郡山市立熱海小学校
  - 郡山市立熱海小学校石莚分校
- 郡山市立安子島小学校
- 郡山市立穂積小学校
- 郡山市立三和小学校
- 郡山市立多田野小学校
  - 郡山市立多田野小学校堀口分校
- 郡山市立河内小学校
- 郡山市立片平小学校
- 郡山市立喜久田小学校
- 郡山市立西田学園
- 郡山市立宮城小学校
- 郡山市立海老根小学校
- 郡山市立御舘小学校
  - 郡山市立御舘小学校下枝分校
- 郡山市立緑ケ丘第一小学校
- 郡山市立湖南小学校

### いわき市
- いわき市立平第一小学校
- いわき市立平第二小学校
- いわき市立平第三小学校
- いわき市立平第四小学校
- いわき市立平第五小学校
- いわき市立平第六小学校
- いわき市立夏井小学校
- いわき市立高久小学校
- いわき市立豊間小学校
- いわき市立草野小学校
  - いわき市立草野小学校絹谷分校
- いわき市立赤井小学校
- いわき市立湯本第一小学校
- いわき市立湯本第二小学校
- いわき市立湯本第三小学校
- いわき市立磐崎小学校
- いわき市立長倉小学校
- いわき市立藤原小学校
- いわき市立小名浜第一小学校
- いわき市立小名浜第二小学校
- いわき市立小名浜第三小学校
- いわき市立泉小学校
- いわき市立渡辺小学校
- いわき市立江名小学校
- いわき市立永崎小学校
- いわき市立鹿島小学校
- いわき市立小名浜東小学校
- いわき市立高坂小学校
- いわき市立御厩小学校
- いわき市立内町小学校
- いわき市立宮小学校
- いわき市立綴小学校
- いわき市立高野小学校
- いわき市立植田小学校
- いわき市立菊田小学校
- いわき市立錦小学校
- いわき市立錦東小学校
- いわき市立勿来第一小学校
- いわき市立勿来第二小学校
- いわき市立勿来第三小学校
- いわき市立川部小学校
- いわき市遠野小学校
- いわき市立四倉小学校
- いわき市立大浦小学校
- いわき市立小川小学校
- いわき市立小玉小学校
- いわき市立田人小学校
- いわき市立好間第一小学校
- いわき市立好間第二小学校
- いわき市立好間第四小学校
- いわき市立三和小学校
- いわき市立久之浜第一小学校
- いわき市立久之浜第二小学校
- いわき市立小名浜西小学校
- いわき市立汐見が丘小学校
- いわき市立郷ケ丘小学校
- いわき市立中央台北小学校
- いわき市立中央台南小学校
- いわき市立泉北小学校
- いわき市立中央台東小学校

### 白河市
- 白河市立白河第一小学校
- 白河市立白河第二小学校
- 白河市立白河第三小学校
- 白河市立白河第四小学校
- 白河市立白河第五小学校
- 白河市立小田川小学校
- 白河市立五箇小学校
- 白河市立関辺小学校
- 白河市立みさか小学校
- 白河市立表郷小学校
- 白河市立釜子小学校
- 白河市立小野田小学校
- 白河市立大信小学校

### 須賀川市
- 須賀川市立第一小学校
- 須賀川市立第二小学校
- 須賀川市立第三小学校
- 須賀川市立西袋第一小学校
- 須賀川市立西袋第二小学校
- 須賀川市立小塩江小学校
- 須賀川市立阿武隈小学校
- 須賀川市立義務教育学校稲田学園
- 須賀川市立仁井田小学校
- 須賀川市立柏城小学校
- 須賀川市立大東小学校
- 須賀川市立大森小学校
- 須賀川市立長沼東小学校
- 須賀川市立長沼小学校
- 須賀川市立白方小学校
- 須賀川市立白江小学校

### 喜多方市
- 喜多方市立第一小学校
- 喜多方市立第二小学校
- 喜多方市立松山小学校
- 喜多方市立上三宮小学校
- 喜多方市立第三小学校
- 喜多方市立関柴小学校
- 喜多方市立熊倉小学校
- 喜多方市立慶徳小学校
- 喜多方市立豊川小学校
- 喜多方市立熱塩小学校
- 喜多方市立加納小学校
- 喜多方市立塩川小学校
- 喜多方市立堂島小学校
- 喜多方市立姥堂小学校
- 喜多方市立駒形小学校
- 喜多方市立山都小学校
- 喜多方市立高郷小学校

### 相馬市
- 相馬市立中村第一小学校
- 相馬市立中村第二小学校
- 相馬市立桜丘小学校
- 相馬市立大野小学校
- 相馬市立飯豊小学校
- 相馬市立八幡小学校
- 相馬市立日立木小学校
- 相馬市立山上小学校
- 相馬市立磯部小学校

### 二本松市
- 二本松市立安達太良小学校
- 二本松市立大平小学校
- 二本松市立塩沢小学校
- 二本松市立杉田小学校
- 二本松市立岳下小学校
- 二本松市立二本松北小学校
- 二本松市立二本松南小学校
- 二本松市立原瀬小学校
- 二本松市立石井小学校
- 二本松市立小浜小学校
- 二本松市立新殿小学校
- 二本松市立旭小学校
- 二本松市立油井小学校
- 二本松市立渋川小学校
- 二本松市立川崎小学校
- 二本松市立東和小学校

### 田村市
- 田村市立滝根小学校
- 田村市立大越小学校
- 田村市立都路小学校
- 田村市立常葉小学校
- 田村市立船引小学校
- 田村市立船引南小学校
- 田村市立美山小学校

### 南相馬市
- 南相馬市立原町第一小学校
- 南相馬市立原町第二小学校
- 南相馬市立原町第三小学校
- 南相馬市立高平小学校
- 南相馬市立大甕小学校
- 南相馬市立太田小学校
- 南相馬市立石神第一小学校
- 南相馬市立石神第二小学校
- 南相馬市立鹿島小学校
- 南相馬市立上真野小学校
- 南相馬市立小高小学校

### 伊達市
- 伊達市立梁川小学校
- 伊達市立粟野小学校
- 伊達市立堰本小学校
- 伊達市立大田小学校
- 伊達市立保原小学校
- 伊達市立上保原小学校
- 伊達市立柱沢小学校
- 伊達市立伊達小学校
- 伊達市立伊達東小学校
- 伊達市立掛田小学校
- 伊達市立小国小学校
- 伊達市立月舘学園小学校

### 本宮市
- 本宮市立本宮小学校
- 本宮市立五百川小学校
- 本宮市立岩根小学校
- 本宮市立本宮まゆみ小学校
- 本宮市立糠沢小学校
- 本宮市立和田小学校
- 本宮市立白岩小学校

### 伊達郡
- 桑折町立醸芳小学校
- 桑折町立半田醸芳小学校
- 桑折町立睦合小学校
- 桑折町立伊達崎小学校
- 国見町立国見小学校
- 川俣町立川俣小学校
- 川俣町立山木屋小学校

### 安達郡
- 大玉村立大山小学校
- 大玉村立玉井小学校

### 岩瀬郡
- 鏡石町立第一小学校
- 鏡石町立第二小学校
- 天栄村立広戸小学校
- 天栄村立大里小学校
- 天栄村立牧本小学校
- 天栄村立湯本小学校

### 南会津郡
- 下郷町立楢原小学校
- 下郷町立江川小学校
- 下郷町立旭田小学校
- 檜枝岐村立檜枝岐小学校
- 只見町立朝日小学校
- 只見町立明和小学校
- 只見町立只見小学校
- 南会津町立田島小学校
- 南会津町立田島第二小学校
- 南会津町立桧沢小学校
- 南会津町立荒海小学校
- 南会津町立舘岩小学校
- 南会津町立伊南小学校
- 南会津町立南郷小学校

### 耶麻郡
- 北塩原村立さくら小学校
- 北塩原村立裏磐梯小学校
- 西会津町立西会津小学校
- 磐梯町立磐梯第一小学校
- 磐梯町立磐梯第二小学校
- 猪苗代町立猪苗代小学校
- 猪苗代町立猪苗代第二小学校
- 猪苗代町立長瀬小学校
- 猪苗代町立吾妻小学校

### 河沼郡
- 会津坂下町立坂下南小学校
- 会津坂下町立坂下東小学校
- 湯川村立笈川小学校
- 湯川村立勝常小学校
- 柳津町立柳津小学校
- 柳津町立西山小学校

### 大沼郡
- 三島町立三島小学校
- 金山町立かねやま小学校
- 昭和村立昭和小学校
- 会津美里町立高田小学校
- 会津美里町立宮川小学校
- 会津美里町立新鶴小学校
- 会津美里町立本郷小学校

### 西白河郡
- 西郷村立熊倉小学校
- 西郷村立小田倉小学校
- 西郷村立米小学校
- 西郷村立羽太小学校
- 西郷村立川谷小学校
- 泉崎村立泉崎第一小学校
- 泉崎村立泉崎第二小学校
- 中島村立滑津小学校
- 中島村立吉子川小学校
- 矢吹町立矢吹小学校
- 矢吹町立三神小学校
- 矢吹町立中畑小学校
- 矢吹町立善郷小学校

### 東白川郡
- 棚倉町立棚倉小学校
- 棚倉町立社川小学校
- 棚倉町立高野小学校
- 棚倉町立近津小学校
- 棚倉町立山岡小学校
- 矢祭町立矢祭小学校
- 塙町立塙小学校
- 塙町立常豊小学校
- 塙町立笹原小学校
- 鮫川村立鮫川小学校

### 石川郡
- 石川町立石川小学校
- 石川町立沢田小学校
- 石川町立野木沢小学校
- 玉川村立玉川第一小学校
- 玉川村立須釜小学校
- 平田村立蓬田小学校
- 平田村立小平小学校
- 浅川町立浅川小学校
- 浅川町立山白石小学校
- 浅川町立里白石小学校
- 古殿町立古殿小学校

### 田村郡
- 三春町立中妻小学校
- 三春町立三春小学校
- 三春町立御木沢小学校
- 三春町立中郷小学校
- 三春町立岩江小学校
- 三春町立沢石小学校
- 小野町立小野小学校

### 双葉郡
- 広野町立広野小学校
- 楢葉町立楢葉小学校
- 富岡町立富岡小学校
- 川内村立川内小中学園
- 大熊町立学び舎ゆめの森
- 双葉町立双葉南小学校
- 双葉町立双葉北小学校
- 浪江町立なみえ創成小学校
- 葛尾村立葛尾小学校

### 相馬郡
- 新地町立新地小学校
- 新地町立福田小学校
- 新地町立駒ケ嶺小学校
- 飯舘村立いいたて希望の里学園

## 私立小学校
- 桜の聖母学院小学校：福島市
- 郡山ザベリオ学園小学校：郡山市
- 会津若松ザベリオ学園小学校：会津若松市
- いわき秀英小学校：いわき市